# Regering-Pompidou IV
De regering–Pompidou IV (Frans: Gouvernement Georges Pompidou IV) was de regering van de Franse Republiek van 7 april 1967 tot 10 juli 1968.
| Ambtsbekleder                                    | Ambtsbekleder             | Ambtsbekleder                         | Functie(s)                             | Ambtstermijn    | Ambtstermijn   | Partij |
| ------------------------------------------------ | ------------------------- | ------------------------------------- | -------------------------------------- | --------------- | -------------- | ------ |
|                                                  | Georges Pompidou          | Georges Pompidou (1911–1974)          | Premier                                | 14 april 1962   | 10 juli 1968   | UDR    |
|                                                  | André Malraux             | André Malraux (1901–1976)             | Minister van Staat                     | 8 januari 1959  | 20 juni 1969   | UDR    |
| Minister van Cultuur                             | André Malraux             | André Malraux (1901–1976)             | 22 juli 1959                           |                 | 20 juni 1969   | UDR    |
|                                                  | Pierre Billotte           | Pierre Billotte (1906–1992)           | Minister van Staat                     | 8 januari 1966  | 10 juli 1968   | UDR    |
| Minister van Overzeese Gebiedsdelen en de Sahara | Pierre Billotte           | Pierre Billotte (1906–1992)           |                                        | 8 januari 1966  | 10 juli 1968   | UDR    |
|                                                  | Edmond Michelet           | Edmond Michelet (1899–1970)           | Minister van Staat                     | 7 april 1967    | 10 juli 1968   | UDR    |
| Minister van Publieke Diensten                   | Edmond Michelet           | Edmond Michelet (1899–1970)           |                                        | 7 april 1967    | 10 juli 1968   | UDR    |
|                                                  | Maurice Schumann          | Maurice Schumann (1911–1998)          | Minister van Staat                     | 7 april 1967    | 20 juni 1969   | UDR    |
| Minister van Wetenschap en Ruimtevaart           | Maurice Schumann          | Maurice Schumann (1911–1998)          | 10 juli 1968                           | 7 april 1967    |                | UDR    |
|                                                  | Roger Frey                | Roger Frey (1913–1997)                | Minister van Staat                     | 7 april 1967    | 7 januari 1971 | UDR    |
| Minister voor Parlementaire Betrekkingen         | Roger Frey                | Roger Frey (1913–1997)                |                                        | 7 april 1967    | 7 januari 1971 | UDR    |
|                                                  | Christian Fouchet         | Christian Fouchet (1911–1974)         | Minister van Binnenlandse Zaken        | 7 april 1967    | 31 mei 1968    | UDR    |
|                                                  | Raymond Marcellin         | Raymond Marcellin (1914–2004)         | Minister van Binnenlandse Zaken        | 31 mei 1968     | 1 maart 1974   | RI     |
|                                                  | Maurice Couve de Murville | Maurice Couve de Murville (1907–1999) | Minister van Buitenlandse Zaken        | 8 januari 1959  | 31 mei 1968    | UNR    |
|                                                  | Michel Debré              | Michel Debré (1912–1996)              | Minister van Buitenlandse Zaken        | 31 mei 1968     | 20 juni 1969   | UNR    |
|                                                  | Michel Debré              | Michel Debré (1912–1996)              | Minister van Financiën                 | 8 januari 1966  | 31 mei 1968    | UDR    |
| Minister van Economische Zaken                   | Michel Debré              | Michel Debré (1912–1996)              |                                        | 8 januari 1966  | 31 mei 1968    | UDR    |
|                                                  | Maurice Couve de Murville | Maurice Couve de Murville (1907–1999) | Minister van Financiën                 | 31 mei 1968     | 10 juli 1968   | UDR    |
| Minister van Economische Zaken                   | Maurice Couve de Murville | Maurice Couve de Murville (1907–1999) |                                        | 31 mei 1968     | 10 juli 1968   | UDR    |
|                                                  | Pierre Messmer            | Pierre Messmer (1916–2007)            | Minister van Defensie                  | 5 februari 1960 | 20 juni 1969   | UDR    |
|                                                  |                           | Louis Joxe (1901–1991)                | Minister van Justitie                  | 7 april 1967    | 31 mei 1968    | UDR    |
| Zegelbewaarder                                   |                           | Louis Joxe (1901–1991)                |                                        | 7 april 1967    | 31 mei 1968    | UDR    |
|                                                  | René Capitant             | René Capitant (1901–1970)             | Minister van Justitie                  | 31 mei 1968     | 29 april 1969  | UDR    |
| Zegelbewaarder                                   | René Capitant             | René Capitant (1901–1970)             |                                        | 31 mei 1968     | 29 april 1969  | UDR    |
|                                                  | Jean-Marcel Jeanneney     | Jean-Marcel Jeanneney (1910–2010)     | Minister van Arbeid en Werkgelegenheid | 8 januari 1966  | 10 juli 1968   | UDR    |
| Minister van Sociale Zaken                       | Jean-Marcel Jeanneney     | Jean-Marcel Jeanneney (1910–2010)     |                                        | 8 januari 1966  | 10 juli 1968   | UDR    |
|                                                  | Alain Peyrefitte          | Alain Peyrefitte (1925–1999)          | Minister van Onderwijs                 | 7 april 1967    | 10 juli 1968   | UDR    |
|                                                  | Jean Chamant              | Jean Chamant (1913–2010)              | Minister van Transport                 | 7 april 1967    | 20 juni 1969   | RI     |
|                                                  | Edgard Pisani             | Edgard Pisani (1918–2016)             | Minister van Huisvesting               | 7 april 1967    | 10 juli 1968   | DVG    |
|                                                  | Edgar Faure               | Edgar Faure (1908–1988)               | Minister van Landbouw en Visserij      | 8 januari 1966  | 10 juli 1968   | UDR    |
|                                                  | Yves Guéna                | Yves Guéna (1922–2016)                | Minister van Post en Communicatie      | 7 april 1967    | 20 juni 1969   | UDR    |
|                                                  | Olivier Guichard          | Olivier Guichard (1920–2004)          | Minister voor Industriële Zaken        | 7 april 1967    | 10 juli 1968   | UDR    |
|                                                  | Francois Missoffé         | Francois Missoffé (1919–2003)         | Minister voor Jeugd en Sport           | 8 januari 1966  | 10 juli 1968   | UDR    |
|                                                  | Henri Duvillard           | Henri Duvillard (1910–2001)           | Minister voor Veteranenzaken           | 7 april 1967    | 6 juli 1972    | UDR    |
|                                                  | Georges Gorse             | Georges Gorse (1915–2002)             | Minister voor Informatie               | 7 april 1967    | 10 juli 1968   | UDR    |